# XVIIIe siècle en aéronautique
Pour un article plus général, voir chronologie de l'aéronautique.

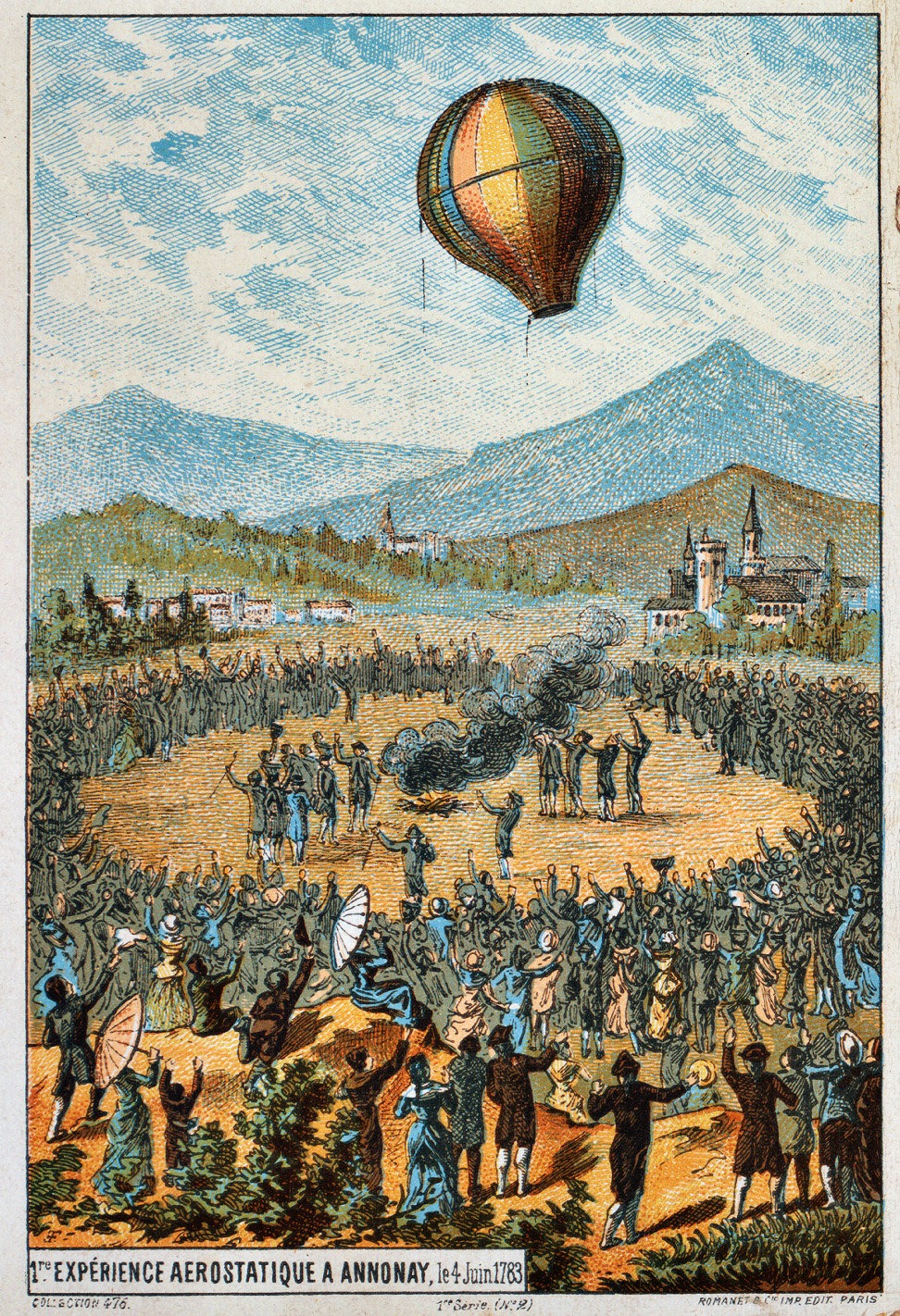
XVIIIe siècle en aéronautique.

Cette page présente les inventions et découvertes du XVIIIe siècle en aéronautique, période des tout premiers vols en montgolfière puis en ballon à partir de 1783. l'aéronautique des « plus lourds que l'air » est encore inexistante jusqu’à la deuxième moitié du XIXe siècle.

## Évènements
- 1709
  - La première expérience enregistrée de vol d'un ballon rempli d'air chaud est celle effectuée en présence du roi Jean V du Portugal le 8 août 1709 par un prêtre portugais, Bartolomeu de Gusmão. Le ballon construit en papier aurait atteint une hauteur de 4 mètres. Ce même prêtre aurait effectué le premier vol habité en s'élevant à quelques mètres au-dessus du sol (source "Biographie universelle"[réf. incomplète]).
- 1738
  - Le professeur suisse Daniel Bernoulli énonce la loi de conservation de l'énergie pour les gaz. La relation entre vitesse d'écoulement et pression au sein d'un fluide est longtemps restée la base de l'explication de la portance d'une aile.

- 1768
  - Le Français Alexis-Jean-Pierre Paucton publie sa « Théorie de la vis d'Archimède » où il conçoit un « Ptérophore » doté d'une « hélice ».

- 1783
  - 25 avril : premier vol d'un ballon à air chaud en France : la Montgolfière réalisée par Joseph et Étienne Montgolfier.
  - 27 août : premier vol d'un ballon à hydrogène à partir de l'esplanade du Champ-De-Mars à Paris. Mis au point par le physicien Jacques Charles et construit par les frères Anne-Jean Robert et Marie-Noël Robert, il parcourt 25 km jusqu'à Gonesse où il sera détruit à l'atterrissage par des paysans effrayés.
  - 19 septembre : les frères Montgolfier effectuent une démonstration de leur ballon à air chaud devant le roi Louis XVI. Le ballon emporte un mouton, un canard et un coq jusqu'à 500 m d'altitude. Ils reviennent sains et saufs.
  - 15 octobre : Jean-François Pilâtre de Rozier effectue un vol de 4 minutes et 24 secondes avec le ballon captif des frères Montgolfier gonflé à l'air chaud.
  - 21 novembre : Jean-François Pilâtre de Rozier accompagné du marquis d'Arlandes effectue le premier voyage aérien en ballon libre gonflé à l'air chaud, la montgolfière. Le vol dure 25 min.
  - 1er décembre : Jacques Charles et son assistant effectuent le premier vol grâce à un ballon gonflé à l'hydrogène. Lors de leur deuxième tentative ils parcourent 43 km de Paris à Nesles.

- 1784
  - Le Français Laurent Gaspard Gérard publie un « Essai sur l'art du vol aérien »[1].
  - 14 janvier : le physicien français Cara présente devant l'Académie des sciences de Paris un projet d'aérostat de forme longue, ancêtre des dirigeables.
  - 25 février : l'Italien Paolo Andreani réalise la première ascension en Italie. Après la France, l'Italie est le deuxième pays au monde à assister à un tel évènement.
  - 2 mars : Jean-Pierre Blanchard tente de se diriger avec un ballon à hydrogène au champ de Mars
  - 25 avril : essai de dirigeabilité avec un système de rames et de gouvernail sur un ballon à Dijon avec Guyton de Morveau. Nouvel essai le 12 juin.
  - 28 avril : premier vol d'un hélicoptère miniature. Cette maquette à deux hélices fut réalisée par François Bienvenu et Claude Launoy.
  - 4 juin : Élisabeth Tible est la première femme à voler dans une montgolfière. C'est à Lyon dans le Gustave.
  - 4 juin : le Français Bouché Lunardi réalise la première ascension en Espagne (Aranjuez).
  - 7 juillet : l'Autrichien Stuver réalise la première ascension en Autriche (Vienne).
  - 14 septembre : l'Italien Lunardi réalise la première ascension en Angleterre (Londres).
  - 19 septembre : les frères Robert et Colin Hullin parcourent 200 km de Paris à Beuvry en 6 heures et 40 minutes. C'est le premier voyage aérien de plus de 100 km.
  - 4 octobre : J. Sadler est le premier aérostier britannique. Il réalise une ascension à Oxford.

- 1785
  - 7 janvier : première traversée de la Manche par un ballon à gaz qui est piloté par Jean-Pierre Blanchard accompagné de John Jeffries.
  - 3 octobre : Jean-Pierre Blanchard réalise la première ascension en Allemagne.
  - 13 juillet : Jean-Pierre Blanchard réalise la première ascension aux Pays-Bas.
  - 20 novembre : Jean-Pierre Blanchard réalise la première ascension en Belgique.

- 1786
  - 10-11 juin : premier vol de nuit, en ballon de Paris à Breteuil par Pierre Testu-Brissy

- 1788
  - 3 mai : Jean-Pierre Blanchard réalise la première ascension en Suisse.

- 1789
  - 30 mai : Jean-Pierre Blanchard réalise la première ascension en Pologne.
  - 31 octobre : Jean-Pierre Blanchard réalise la première ascension en Bohême (Prague).

- 1793
  - 6 juin : premier vol d'un ballon aux États-Unis. Le Français Jean-Pierre Blanchard effectue cette première. Le président George Washington assiste à l'exploit. L'aéronaute français relie Philadelphie et Cloucester County en 46 minutes.

- 1794
  - 2 avril (13 germinal an II) : la Convention décrète la création de la première compagnie d'aérostiers pour l'observation militaire. Jean-Marie Coutelle est placé à sa tête.
  - 2 au 26 juin : l'armée française se dote d'une section d'aéronautes. Avec le ballon baptisé l'Entreprenant, Jean-Marie Coutelle effectue des reconnaissances au-dessus des lignes autrichiennes à l'occasion de la bataille de Fleurus.
  - 24 août : l'Italien Lunardi réalise la première ascension au Portugal.
  - 31 octobre : la Convention créée par décret l'École nationale aérostatique, installée dans l’orangerie du Château-Vieux à Meudon et dirigée par Nicolas-Jacques Conté.

- 1797
  - 22 octobre (1er brumaire an VI) : le premier saut en parachute est réalisé par le français André-Jacques Garnerin qui s'élance d'un ballon situé à mille mètres d'altitude au-dessus de Parc Monceau à Paris.

- 1798
  - 16 octobre : première ascension avec un cheval de Pierre Testu-Brissy dans un ballon à hydrogène.
  - 10 novembre : première ascension entièrement féminine : Mlle Jeanne Labrosse (future femme d'André-Jacques Garnerin) et Mlle Henry à Paris dans un ballon à hydrogène.